# Wir füttern die kleinen Nilpferde
Wir füttern die kleinen Nilpferde ist ein Kinder- und Familienspiel des Spieleautors Reinhold Wittig, das 1983 in dessen Spieleverlag Edition Perlhuhn und im gleichen Jahr beim Verlag fagus erschien. Das Spiel für zwei bis vier Spieler ab sechs Jahren gewann den Sonderpreis Schönes Spiel 1983 der Jury des Spiel des Jahres.

## Thema und Ausstattung
Bei dem Spiel geht es darum, in einem Sumpf Nilpferde zu füttern und auf diese Weise die mitgebrachten Futterpakete loszuwerden. Der Inhalt der Spieleverpackung besteht neben der Spielanleitung aus:
- einem Spielplan, auf dem das Sumpfgebiet mit den Futterplätzen der Nilpferde im fiktiven Land Ombagassa gedruckt ist (im Original der Perlhuhn Edition auf dem Kunstledermaterial Skai gedruckt)
- acht Nilpferdfiguren
- jeweils zwei Spielfiguren in vier Farben
- einem Würfel
- Futterpaketen

## Spielweise
Zu Beginn des Spiels wird der Spielplan aufgebaut und die acht Nilpferdfiguren werden auf die vorgesehenen Plätze verteilt. Jeder Spieler wählt eine Farbe und bekommt die beiden Spielsteine (ein Junge und ein Mädchen oder zwei Omas) dieser Farbe sowie eine bestimmte Anzahl von Futterpaketen abhängig von der Spielerzahl.
Die Spieler würfeln reihum und können die gewürfelten Augen frei auf ihre beiden Spielfiguren verteilen. Endet der Zug einer Figur an einem Futterplatz eines der Nilpferde, kann der Spieler dort ein Futterpaket ablegen. Dabei kann ein Nilpferd maximal fünf Futterhölzchen bekommen, danach ist es satt und legt sich schlafen. Kommt ein Spieler auf ein Feld, auf dem bereits ein Mitspieler steht, überreicht er diesem ein Futterstöckchen als Geschenk. Gewonnen hat der Spieler, der zuerst alle Hölzchen verteilt hat.

## Ausgaben und Rezeption
Wir füttern die kleinen Nilpferde erschien 1983 als Spiel in der Edition Perlhuhn, dem Spieleverlag des Göttinger Spieleautors Reinhold Wittig. Wie andere Spiele des Verlages und anderer Kleinverlage wurde es nicht in einer Spieleschachtel, sondern in einer Papprolle vertrieben. Der in schwarz-weiß auf dem Kunstledermaterial Skai gedruckte Spielplan konnte gerollt und so in der Rolle verpackt werden. Im gleichen Jahr veröffentlichte der Spieleverlag fagus das Spiel in einer Spieleschachtel.
Wir füttern die kleinen Nilpferde gewann in seiner Originalverpackung den Sonderpreis Schönes Spiel 1983 der Jury des Spiel des Jahres. Die Jury beschrieb das Spiel als „beinahe friedliches Spiel für kleine und große Spieler. Die Spielmechanik ist einfach, aber nicht so anspruchslos, dass Erwachsene keinen Spaß mehr daran hätten. Da gegnerische Figuren nicht geschlagen werden und es auch nicht darum geht, als Erster an einem Ziel zu sein, ist das Spiel auch für die Kinder geeignet, die wettkampfbetonte Spiele nicht so gerne mögen. An dem sehr schönen Spielmaterial, verpackt in einer schlichten Papprolle, kann sich die ganze Familie erfreuen.“
Im Jahr 2000 erschien das Spiel als Etoscha zudem im ebenfalls von Wittig gegründeten Verlag Namibian Games in Namibia, im gleichen Jahr brachte er auch in der Edition Perlhuhn eine zweite Auflage des Spiels heraus.

## Belege
1. 1 2  Wir füttern die kleinen Nilpferde auf der Website des Spiel des Jahres e.V.; abgerufen am 27. Dezember 2016.